# Guynia
Guynia is een geslacht van neteldieren uit de klasse van de Anthozoa (bloemdieren).

## Soort
- Guynia annulata Duncan, 1872